# Peridroma wilemani
Peridroma wilemani är en fjärilsart som beskrevs av Chang. Peridroma wilemani ingår i släktet Peridroma och familjen nattflyn. Inga underarter finns listade i Catalogue of Life.